# Scan-Hide
Scan-Hide A/S er en dansk producent af huder, der er lokaliseret i Vester Skerninge på Fyn. De håndterer årligt 1,1 mio. huder fra kvæg, som de garver, hvilket er første trin i fremstilling af læder. Virksomheden er et datterselskab til Danish Crown. Scan-Hide blev etableret i 1991.